# تيوزداي ويلد
تيوزداي ويلد (بالإنجليزية:Tuesday Weld) ممثلة أمريكية من مواليد 27 أغسطس 1943 في مدينة نيويورك في الولايات المتحدة الأمريكية. بدأت التمثيل عندما كانت طفلة، وتقدمت إلى أن تنضج الأدوار في أواخر الخمسينات. حصلت على جائزة غولدن غلوب لمعظم نيومومير فيميل بروميسينج في عام 1960. وعلى مدى العقد التالي أسست مهنة لعب الأدوار الدرامية في الأفلام.

## روابط خارجية
- تيوزداي ويلد على موقع IMDb (الإنجليزية)
- تيوزداي ويلد على موقع ميوزك برينز (الإنجليزية)
- تيوزداي ويلد على موقع تيرنر كلاسيك موفيز (الإنجليزية)
- تيوزداي ويلد على موقع أول موفي (الإنجليزية)
- تيوزداي ويلد على موقع قاعدة بيانات برودواي على الإنترنت (الإنجليزية)
- تيوزداي ويلد على موقع قاعدة بيانات الأفلام السويدية (السويدية)
- تيوزداي ويلد على موقع إن إن دي بي (الإنجليزية)
- تيوزداي ويلد على موقع قاعدة بيانات الفيلم (الإنجليزية)